# Владимир Војислављевић
Владимир Војислављевић (друга половина 11. века — прва четвртина 12. века) био је српски краљ и владар Дукље, од око 1102. до око 1114. године.

## Биографија
Након пада краља Кочапара око 1102. године, народ је за новог краља прогласио Владимира (1102 – 1114). Владимир је био син Владимира, најстаријег сина краља Михаила и синовац краља Константина Бодина. Његовим доласком прекинут грађански рат у српском краљевству а своје позиције је ојачао женидбом кћерке Рашког великог жупана Вукана. Свог стрица Доброслава, некадашњег краља, пребацио из рашке у зетску тамницу. У периоду његовог краљевања Вукан је предузео један војни поход против Византије у пролеће 1106. и успео да у једној бици поново потуче војску предвођену Јованом Комнином. Рат је окончан у новембру исте године, тако што је Вукан предао таоце цару Алексију.
Под утицајем саветника који су били велики непријатељи Рашког жупана Вукана и у жељи да на српски престо доведе свог сина Ђорђа, Јаквинта, жена некадашњег краља Константина Бодина отровала је краља Владимира који је после неколико дана преминуо. На престо се тада попео Ђорђе Бодиновић чиме је уследио нови грађански рат који ће за дуги низ година паралисати српско краљевство.